# Здравоохранение в Грузии

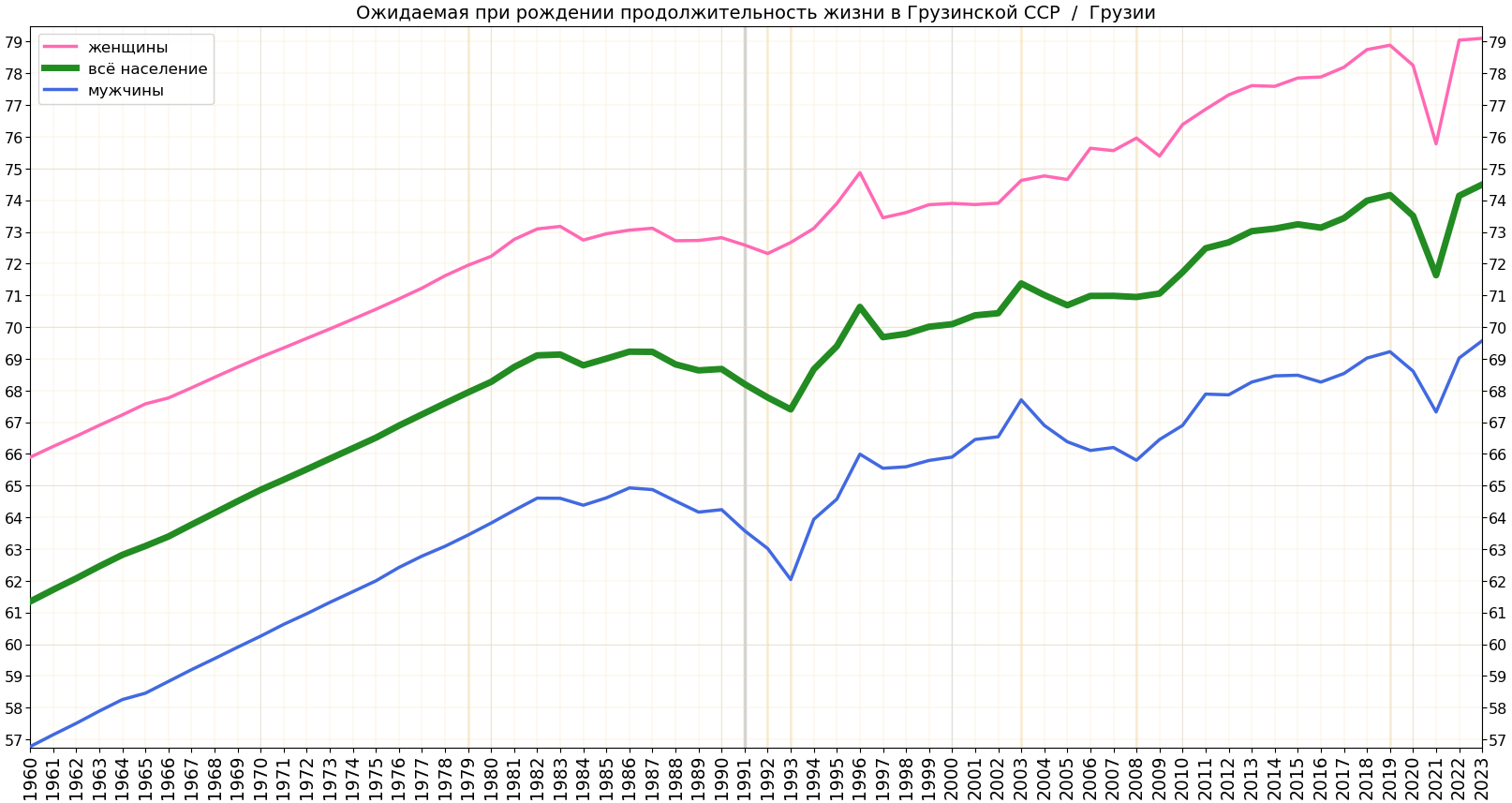
Ожидаемая продолжительность жизни в Грузии

Здравоохранение в Грузии обеспечивается системой всеобщего здравоохранения, согласно которой государство финансирует лечение в преимущественно приватизированной системе медицинских учреждений. В 2013 году вступление в силу универсальной программы здравоохранения дало толчок всеобщему охвату населения медицинским обслуживанием, финансируемым государством, и улучшило доступ к услугам здравоохранения. Ответственность за приобретение медицинских услуг, финансируемых государством, лежит на Агентстве социального обслуживания.

## Историческое введение
С 1921 по 1991 год система здравоохранения Грузии была частью советской системы. До 1995 года система здравоохранения в Грузии была основана на советской модели Семашко. Первое кардинальное изменение было осуществлено в 1995 году, когда к бюджетным трансфертам добавились дополнительные источники финансирования: взносы на обязательное медицинское страхование (обязательные взносы работодателя и работника — 3% и 1% соответственно), средства, выделяемые на здравоохранение из территориальных органов власти, официальная сооплата за медицинские услуги, которые не могли быть профинансированы государственными программами.
Обязательное социальное медицинское страхование было отменено после революции роз в 2003-2004 годах. В 2003 году налог на социальное страхование был заменён социальным налогом, который накапливался в государственном бюджете, а с 2007 года Правительство решило делегировать управление государственными ассигнованиями на медицинское страхование целевым группам населения (малоимущие, учителя, сотрудники правоохранительных органов и военнослужащие (или около 40% населения)) частным страховым компаниям, которые стали покупателями медицинских услуг для упомянутых групп населения. Это означало, что часть населения не могла получить доступ к медицинскому страхованию. Государство сохраняло контроль над несколькими медицинскими учреждениями, занимающихся психическими и инфекционными заболеваниями, а все остальные больницы и клиники были приватизированы.
Внедрение всеобщего здравоохранения было ключевым приоритетом партии «Грузинская мечта», пришедшей к власти на выборах 2012 года. Она установила действующую систему здравоохранения Грузии с 2013 года.

## Текущая система здравоохранения
С 2013 года произошло радикальное изменение направления политики финансирования здравоохранения, поскольку новое правительство приняло меры к всеобщему охвату услугами здравоохранения, а не к целевым льготам.

## Статистический обзор состояния здоровья

### Продолжительность жизни
В 2018 году средняя продолжительность жизни грузин составляла 76,6 года, что чуть ниже среднего европейского показателя, составляющего около 78 лет (2014 год). Средняя продолжительность жизни составляет 72,5 года для мужчин и 80,9 лет для женщин.

### Коэффициенты рождаемости и смертности
В 2016 году общий коэффициент фертильности составляет 2,24 ребенка на женщину. Коэффициент живорождения составляет 15,2 на 1000 живорождений, а коэффициент смертности — 13,7 на 1000 живорождений. В 2016 году коэффициент младенческой смертности составлял 9,0 на 1000 живорождений, а смертность детей в возрасте до 5 лет — 10,7. Ожидается, что к 2030 году показатель материнской смертности снизится до 12, а показатель смертности детей в возрасте до 5 лет — до 6,0. Материнская смертность составляет 23,0 на 100 000 живорождений в 2016 году. Несмотря на то, что показатели материнской и младенческой смертности по-прежнему остаются высокими в международном сравнении, они неуклонно снижаются.

### Заболевания и основные причины смерти
В Грузии, как и в большинстве стран, бремя смертности в основном связано с неинфекционными заболеваниями. Основные причины смерти — болезни системы кровообращения, новообразования, заболевания дыхательной системы, а также несчастные случаи и травмы.
Лидирующие позиции в структуре заболеваемости занимают заболевания органов дыхания, пищеварительной системы и системы кровообращения. Инфекционные заболевания по-прежнему являются источником серьёзных проблем со здоровьем, особенно туберкулёз с множественной лекарственной устойчивостью.

## Организационная структура здравоохранения

### Регулирование

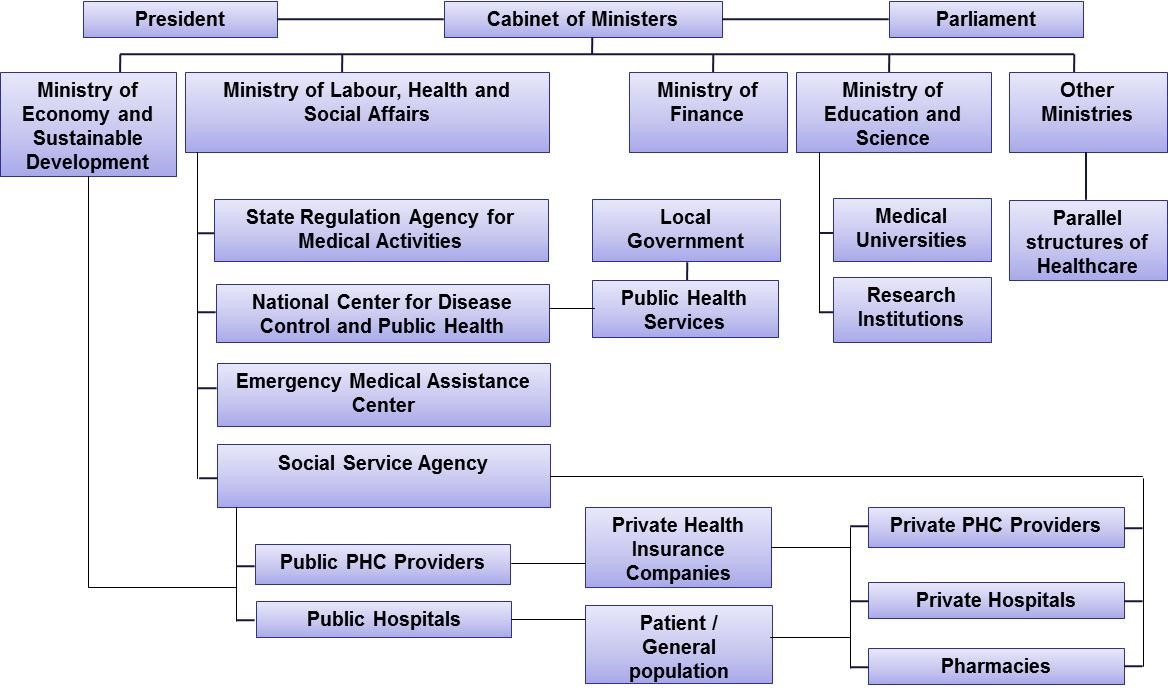
Организационная структура системы здравоохранения.

Система здравоохранения в Грузии сильно децентрализована и была в значительной степени приватизирована с 2007 по 2012 год. Нормативные положения также очень либеральны, и Минздравсоцразвития в настоящее время работает над обеспечением адекватного качества предоставляемой помощи.
В 2013 году вступление в силу универсальной программы здравоохранения дало толчок всеобщему охвату населения медицинским обслуживанием, финансируемым государством, и улучшило доступ к услугам здравоохранения.
В конце 2014 года Правительством Грузии была утверждена Государственная концепция системы здравоохранения Грузии на 2014-2020 годы «Всеобщее здравоохранение и управление качеством для защиты прав пациентов», которая представляет собой видение развития системы здравоохранения, которое включает в себя основы развития сектора в отношении принципы и ценности, признанные на международном и национальном уровнях.
Министерство труда, здравоохранения и социальных дел формально несет ответственность за здоровье населения, надзор за системой здравоохранения, качество медицинских услуг и справедливость в отношении доступа к медицинскому обслуживанию на всей территории страны. Под государственным контролем Министерства находятся юридические лица: «Агентство социального обслуживания» (АСО), «Национальный центр контроля заболеваний и общественного здоровья» (НЦКЗ), «Агентство государственного регулирования медицинской деятельности» (АГРМД) и «Центр координации ситуаций и экстренной помощи» (ЦКСЭП). Администрирование и управление государственными программами здравоохранения и социального обеспечения, обеспечивает АСО, которое является подведомственным учреждением в рамках Министерства здравоохранения и здравоохранения. Территориальные офисы АСО расположены в 68 муниципальных образованиях, в них работает более 2000 человек.
НЦКЗ — это юридическое лицо публичного права, подотчётное Минздравсоцразвития, со специальной строкой в государственном бюджете. НЦКЗ обеспечивает национальное лидерство в профилактике и борьбе с инфекционными и неинфекционными заболеваниями посредством разработки национальных стандартов и руководств, укрепления здоровья, эпиднадзора за болезнями, иммунизации, лабораторных работ, исследований, предоставления экспертных консультаций и реагирования на чрезвычайные ситуации в области общественного здравоохранения. АГРМД формально отвечает за выдачу и контроль лицензий и разрешений для медицинских учреждений, регулирующих деятельность медицинских работников и фармацевтических препаратов.
ЦКСЭП обеспечивает/координирует качественную экстренную медицинскую и справочную помощь для улучшения состояния здоровья населения во время стихийных бедствий и военного положения. ЦКСЭП действует во всех муниципалитетах страны, кроме столицы. К настоящему времени в него включено 85 медицинских отделений.
После обширной приватизации и децентрализации большинство поставщиков на первичном и вторичном уровнях являются частными коммерческими структурами с точки зрения собственности и управления. Многие из них вертикально интегрированы с частными поставщиками медицинского страхования и фармацевтическими компаниями.
Развитие профессиональных медицинских ассоциаций в Грузии все ещё находится на начальной стадии, хотя их много. С 2005 года основная деятельность профессиональных ассоциаций заключалась в поддержке министерства в его усилиях по разработке национальных руководств и протоколов клинической практики.
Многочисленные международные партнёры, такие как ВОЗ, ЮНИСЕФ, ЮНФПА, Всемирный банк, USAID, ЕС, Глобальный фонд и т. д. решительно поддерживают сектор здравоохранения в Грузии.